# Sweltsa coloradensis
Sweltsa coloradensis är en bäcksländeart som först beskrevs av Banks 1898.  Sweltsa coloradensis ingår i släktet Sweltsa och familjen blekbäcksländor. Inga underarter finns listade i Catalogue of Life.